# Herta Dürrbeck
Herta Dürrbeck (geborene Petermann; * 25. September 1914 in Misburg; † 2. April 1995 in Hannover) war eine deutsche kommunistische Politikerin und Widerstandskämpferin gegen den Nationalsozialismus.

## Leben
Herta Dürrbeck wuchs im Arbeitermilieu auf. Ihre Mutter war Gründungsmitglied der KPD-Gruppe in Misburg. Nach dem Besuch der Volksschule in Misburg (1920–1928) und der Städtischen Handelsschule in Hannover (1928/1929) durchlief Herta Dürrbeck eine Ausbildung zur Kontoristin. Sie besuchte die Volkshochschule in Hannover und hörte Vorträge von Prof. Theodor Lessing. 1929 trat sie dem Kommunistischen Jugendverband Deutschlands bei. Von 1931 bis 1933 war sie als Schreibkraft bei der Roten Hilfen bis zu deren Verbot tätig. Sie arbeitete später als Arbeiterin in der Kofferfabrik Grebenstein in Hannover. 1934 wurde sie verhaftet und im August 1935 wegen „Vorbereitung zum Hochverrat“ vom Oberlandesgericht Hamm zu einer Gefängnisstrafe verurteilt. Nachdem sie im Mai 1936 aus der Haft im Gerichtsgefängnis Hannover entlassen worden war, wurde sie bis zum Kriegsende unter Polizeiaufsicht gestellt. 1938 heiratete sie Karl Dürrbeck (1914 - 1953), im Juli 1939 wurde ihr gemeinsamer Sohn Peter geboren. Nach Ausbombung ihrer Wohnung in Hannover zog sie 1943 nach Wietze im Kreis Celle. Vor 1945 hatte sie mit Hans Teich in einem Betrieb gearbeitet.
Nach Beendigung des Krieges 1945 kehrte sie nach Hannover zurück und trat der Kommunistischen Partei Deutschlands (KPD) und der Deutschen Angestellten-Gewerkschaft (DAG) bei. Von 1945 bis 1949 arbeitete sie als Bürokraft bei der KPD-Bezirksleitung in Hannover. Sie war dort zudem politische Mitarbeiterin für Frauenpolitik und Schulungsarbeit. Von 1949 bis 1953 fungierte sie – auf Vorschlag der KPD – als Beisitzerin des Landesverwaltungsgerichtes. Von 1950 bis 1953 war sie Landessekretärin des Demokratischer Frauenbunds Deutschlands in Niedersachsen. Dürrbeck vertrat die KPD in der zweiten Wahlperiode vom 22. April 1953 bis 5. Mai 1955 im Niedersächsischen Landtag und war politische Mitarbeiterin der KPD-Landesleitung Niedersachsen sowie Mitglied des Sekretariats und der Kaderkommission.
1962 wurde sie wegen ihres Engagements für die mittlerweile verbotene KPD verhaftet und 1964 in Lüneburg zu zehn Monaten Haft verurteilt, die sie im Frauengefängnis in Vechta und im Haftkrankenhaus Lingen verbrachte.
Ab 1963 begründete sie eine Lebensgemeinschaft mit Fritz Maiwald, der in der VVN-BdA aktiv war. Ihr Mann war 1953 gestorben.
Herta Dürrbecks Schwager war das Vorstandsmitglied der IG-Metall Heinz Dürrbeck.
Sie war Mitglied der Deutschen Kommunistischen Partei (DKP) seit deren Gründung 1968. Von 1968 bis 1989 war sie Mitglied der Schiedskommission der DKP Niedersachsen.
Ihr Sohn Peter Dürrbeck (1939–2022) war 1956 nach dem Verbot der KPD Mitglied geworden. 1966 wurde er von einem Gericht in Lüneburg wegen seiner Tätigkeit für die illegale KPD zu einem Jahr Gefängnis verurteilt. Er hat 2010 ein Buch über seine Eltern herausgegeben.
Der Antrag der Partei die Linke eine Straße nach Herta Dürrbeck in Hannover-Badenstedt im Neubaugebiet „Benther Blick“ zu benennen, wurde mehrheitlich abgelehnt.

## Auszeichnungen
- Clara-Zetkin-Medaille (1956)